# Spadara
Le spadare sono un tipo di rete pelagica derivante utilizzata per la pesca al pesce spada il cui uso, dichiarato illegale in gran parte dei paesi, è tutt'oggi frequente
nel mar Mediterraneo, e causa la morte di altre specie marine in pericolo,
quali le tartarughe marine ed i cetacei.
Sono state vietate dall'Assemblea Generale delle Nazioni Unite e dall'Unione europea.